# Granbury
La ville américaine de Granbury est le siège du comté de Hood, dans l’État du Texas. Elle comptait 7 978 habitants lors du recensement de 2010.

## Source
- (en) Cet article est partiellement ou en totalité issu de l’article de Wikipédia en anglais intitulé « Granbury, Texas » (voir la liste des auteurs).